# Genètica humana
La genètica humana és una ciència bàsica i aplicada. Els resultats que se n'obtenen tenen una aplicació quasi immediata en el camp de la medecina. Aquesta disciplina sovint es troba amb problemes ètics, morals i legals. Alguns dels camps que conformen la genètica humana són la genètica mendeliana, la genètica clínica, la genètica de poblacions, comportament, citogenètica, desenvolupament, reproducció…

## Història
L'any 1865 comença la disciplina de la genètica humana amb els treballs de Mendel  i les lleis de Galton, que parlà de l'herència del talent. Galton desenvolupà mètodes estadístics per a avaluar la hipòtesi que el talent està influenciat per l'herència. També desenvolupà mètodes per als caràcters quantitatius. D'altra banda Darwin també havia escrit sobre l'herència, postulà mecanismes però de no gaire importància.
L'any 1900 es van redescobrir les lleis de Mendel i Landsteiner va descriure el grup sanguini AB0, un locus amb diferents al·lels. Dos anys més tard, el 1902, Garrod estudiant la malaltia de l'aleptonúria (orina negra en contacte amb l'aire) s'adonà que es tractava d'un problema del metabolisme. Avui dia se sap que es deu a la manca de l'enzim homogentísic oxidasa que catalitza el pas d'àcid homogentísica a fenalanina tirosina. En les famílies que la pateixen acostumen a estar afectats els germans i no els pares, es tracta d'una malaltia recessiva. Es postulà que en humans hi ha moltes malalties metabòliques. L'any 1911 Wilson localitzà una malaltia en un cromosoma, el daltonisme en el cromosoma X. L'any 1949 es determina que els individus que pateixen anèmia falciforme són homocigots per a un al·lel recessiu. L'any 1957 es descobreix que Val és substituïda per Glu en els individus que pateixen l'anèmia falciforme. Als anys 70 es desenvolupen tècniques moleculars que permeten aïllar, per primera vegada, la β-globina i seqüenciar-la. Entre 1990 i 2003 es desxifra el genoma humà.